# Mecynorhina torquata
Mecynorhina torquata je brouk z podčeledi Cetoniinae.

## Popis
Mecynorhina torquata patří mezi větší zlatohlávky, větší jsou pouze brouci rodu Goliathus – goliáš. Samci dosahují velikosti 55–85 mm délky, zatímco menší samičky dosahují 50–60 mm. Základní barva je zelená s bělavými skvrnami na krovkách. Samci mají na hlavě roh směřující dopředu. Larvy samců mohou dosáhnout až 80 mm délky a váhy kolem 30–65 gramů.

## Rozšíření
Domovem těchto brouků je tropická Afrika, zejména Demokratická republika Kongo, Kamerun a Uganda.

## Poddruhy
- Mecynorhina torquata immaculicollis (Kraatz, 1890)
- Mecynorhina torquata poggei (Kraatz, 1890)
- Mecynorhina torquata torquata (Drury, 1782)
- Mecynorhina torquata ugandensis Moser, 1907 – někdy je zařazován jako samostatný druh